# Livre usuelle
Die Livre usuelle oder das erlaubte Pfund war eine französische Bezeichnung für ein Gewichtsmaß. Das Maß war ein halbes Kilogramm oder 500 Gramm. Es wurde in  4 Quarterons oder 16 Once/Unzen zu je 8 Gros eingeteilt. 
Weitere Unterteilungen und Benennungen waren 
- 1 Demi-Livre = 250 Gramm
- 1 Quarteron = 125 Gramm
- 1 Demi-Quarteron = 62,5 Gramm
- 1 Unze/Once = 31,25 Gramm

Das Verhältnis zu den alten Maßen war 
- 1  Livre usuelle =  9413,575 Grän (alte Pariser) = 1,021438 Livre poids de mare (alt) = 1,06904 Pfund (Preuß.) = 0,89284 Pfund (Wiener) = 1,102320 Pfund (engl. Avoirdupois) = 1,33962 Pfund (engl. Troy) = 1 Pfund (Zollverein) = 1,42538 Pfund (Preuß. Medizinal) = 1,19045 Pfund (Österreich. Medizinal)